# 阿里山號

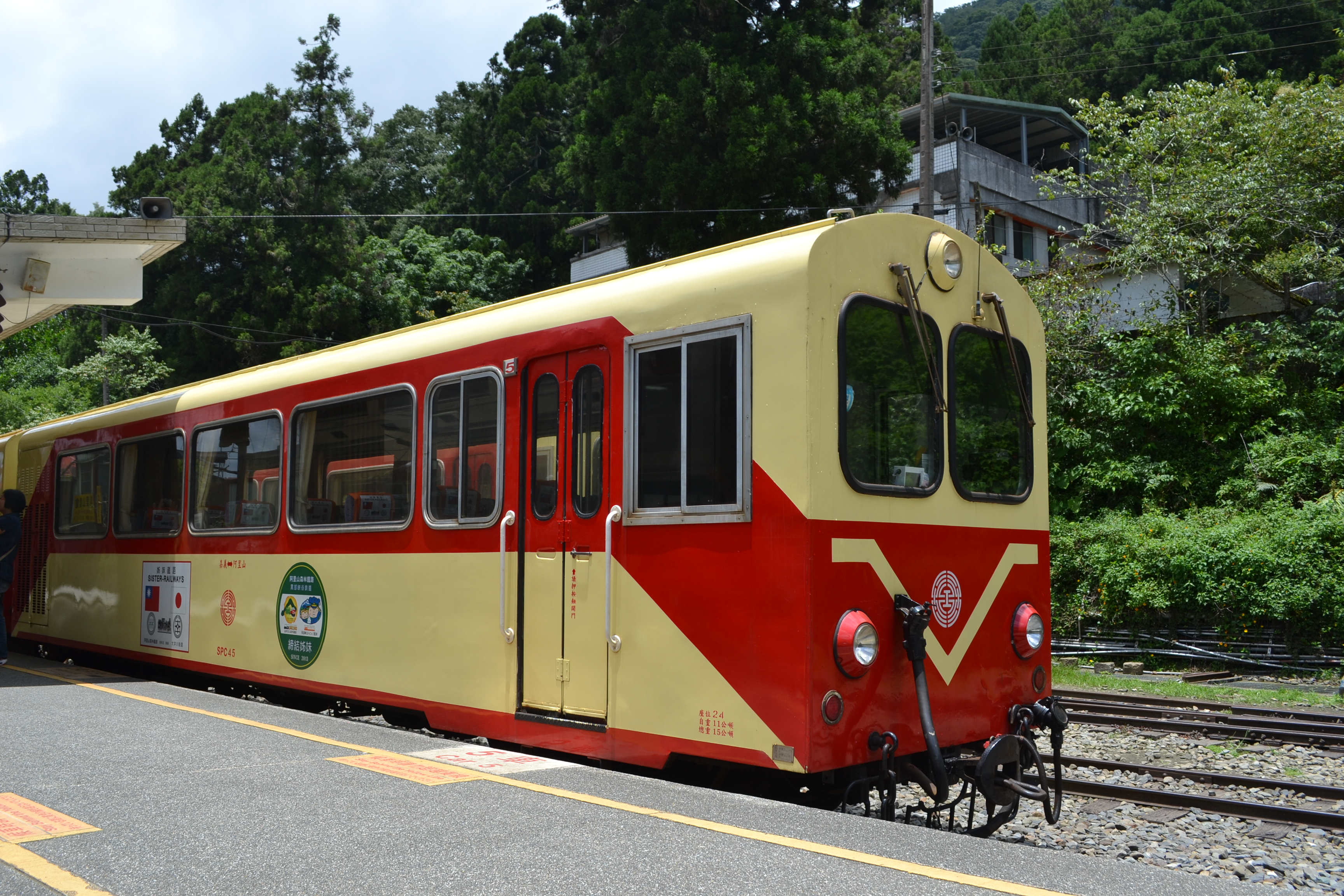
阿里山號

阿里山號是阿里山林業鐵路的主力車廂，通稱為阿里山號對快。

## 歷史
- 1984年1月27日：第1代阿里山號客車投入服務。
- 1999年：第2代阿里山號啟用。
- 2006年10月6日：第3代推拉式（聯控）阿里山號啟用。

## 車廂資料

### 第1代
製造商：台灣唐榮
年份：1984
編號：SPC11－SPC32（21號報廢）SPC20停用嘉義北門車庫展示，SPC30停用竹崎車站展示，SPC13、SPC14、SPC19、SPC26、SPC27停用沼平車站外展示
數量：21輛（原22輛）
運用路線：阿里山本線

### 第2代
製造商：台灣中國鋼鐵
連控改造：台灣台灣車輛
年份：1999
編號：SPC33、SPC35－SPC37（無34號，非聯控車廂），
SPC38－SPC41（聯控車廂）
數量：8輛
運用路線：阿里山本線

### 第3代（聯控／推拉式）
製造商：台灣嘉義機械
連控改造：台灣台灣車輛
年份：2000
編號：SPC42－SPC43、SPC45－SPC49（無44號）
數量：7輛
運用路線：阿里山本線

### 第4代（聯控／推拉式）
製造商：台灣秦陽機械
連控改造：台灣台灣車輛
年份：2015
編號：SPC50－SPC53、SPC55－SPC56
數量：6輛
運用路線：阿里山本線
座位配置：25（無廁所車廂），24（有廁所車廂），15（哺乳室＋輪椅座位）

## 時刻表
以下時刻表自2025年1月10日起實施
| 上山班次 | 嘉義  | 北門  | 鹿麻產 | 竹崎  | 樟腦寮 | 獨立山 | 梨園寮 | 交力坪 | 水社寮 | 奮起湖 | 多林  | 十字路 | 二萬坪 | 阿里山 |
| -------- | ----- | ----- | ------ | ----- | ------ | ------ | ------ | ------ | ------ | ------ | ----- | ------ | ------ | ------ |
| 1次      | 09:00 | 09:10 | 09:33  | 09:43 | 10:10  | 10:23  | 10:36  | 10:48  | 11:05  | 11:30  | 11:45 | 12:00  | -      | -      |
| 5次      | 10:00 | 10:08 | -      | 10:39 | -      | -      | -      | 11:43  | -      | 13:21  | -     | -      | 14:38  | 14:56  |

| 下山班次 | 阿里山 | 二萬坪 | 十字路 | 多林  | 奮起湖 | 水社寮 | 交力坪 | 梨園寮 | 獨立山 | 樟腦寮 | 竹崎  | 鹿麻產 | 北門  | 嘉義  |
| -------- | ------ | ------ | ------ | ----- | ------ | ------ | ------ | ------ | ------ | ------ | ----- | ------ | ----- | ----- |
| 2次      | -      | -      | 13:21  | 13:36 | 14:31  | 14:48  | 15:06  | 15:18  | 15:31  | 15:44  | 16:12 | 16:21  | 16:45 | 16:51 |
| 8次      | 11:50  | 12:09  | -      | -     | 13:29  | -      | 14:04  | -      | -      | -      | 15:07 | -      | 15:39 | 15:45 |

## 圖片集

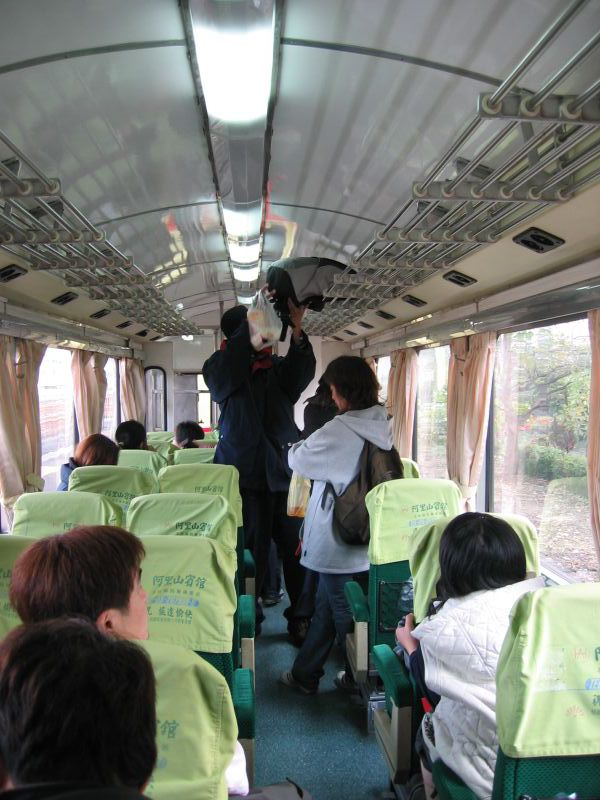
車廂內
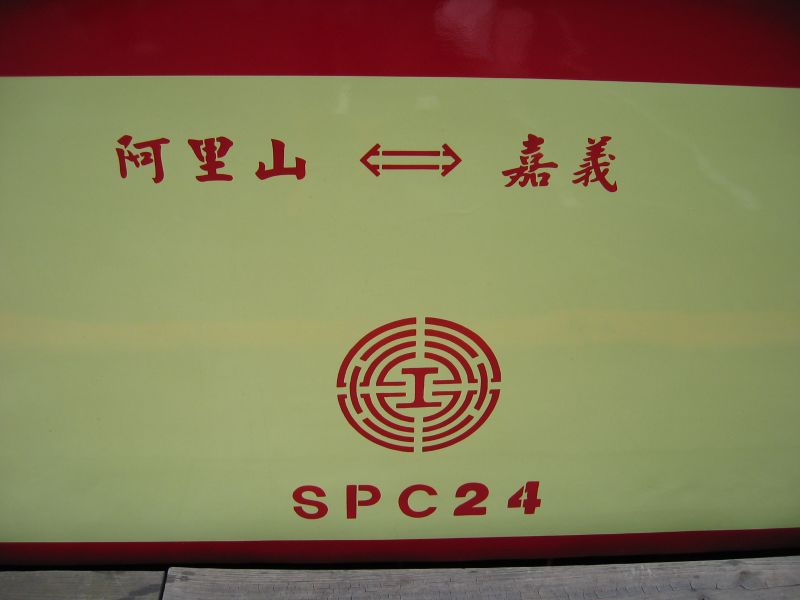
SPC24側面
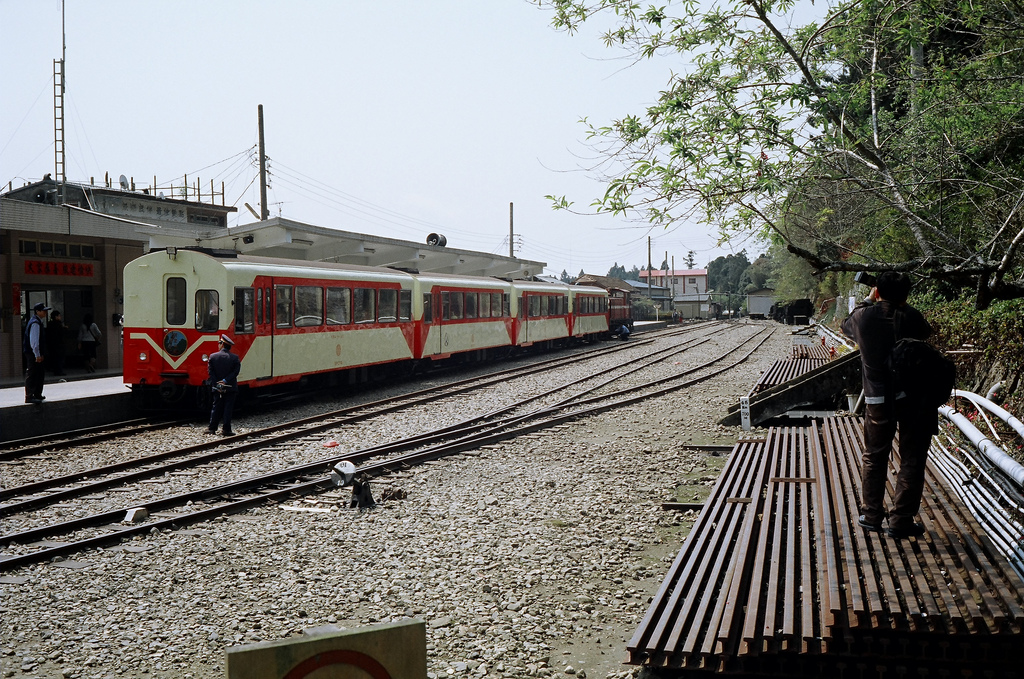
奮起湖車站

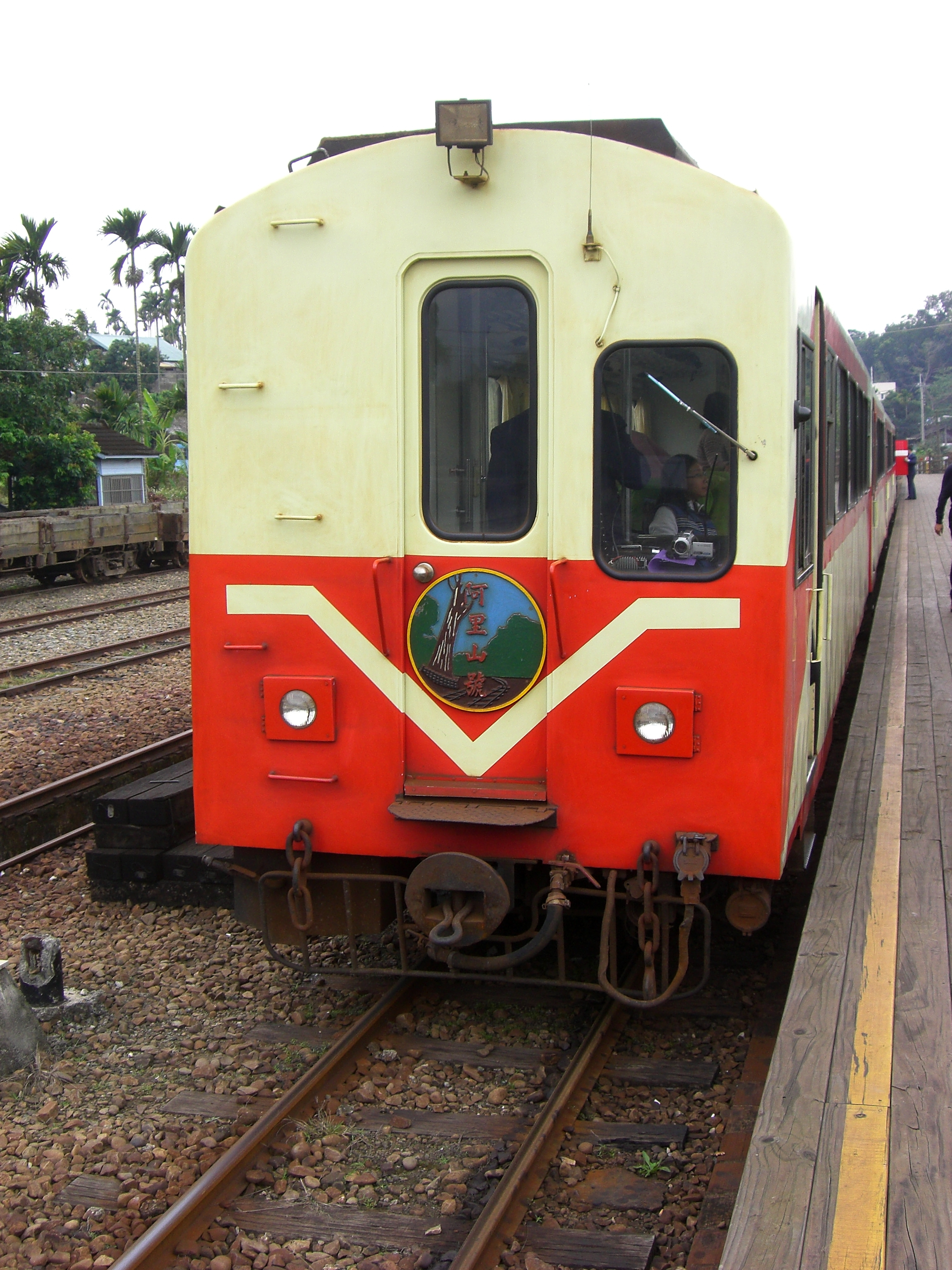
阿里山號守車
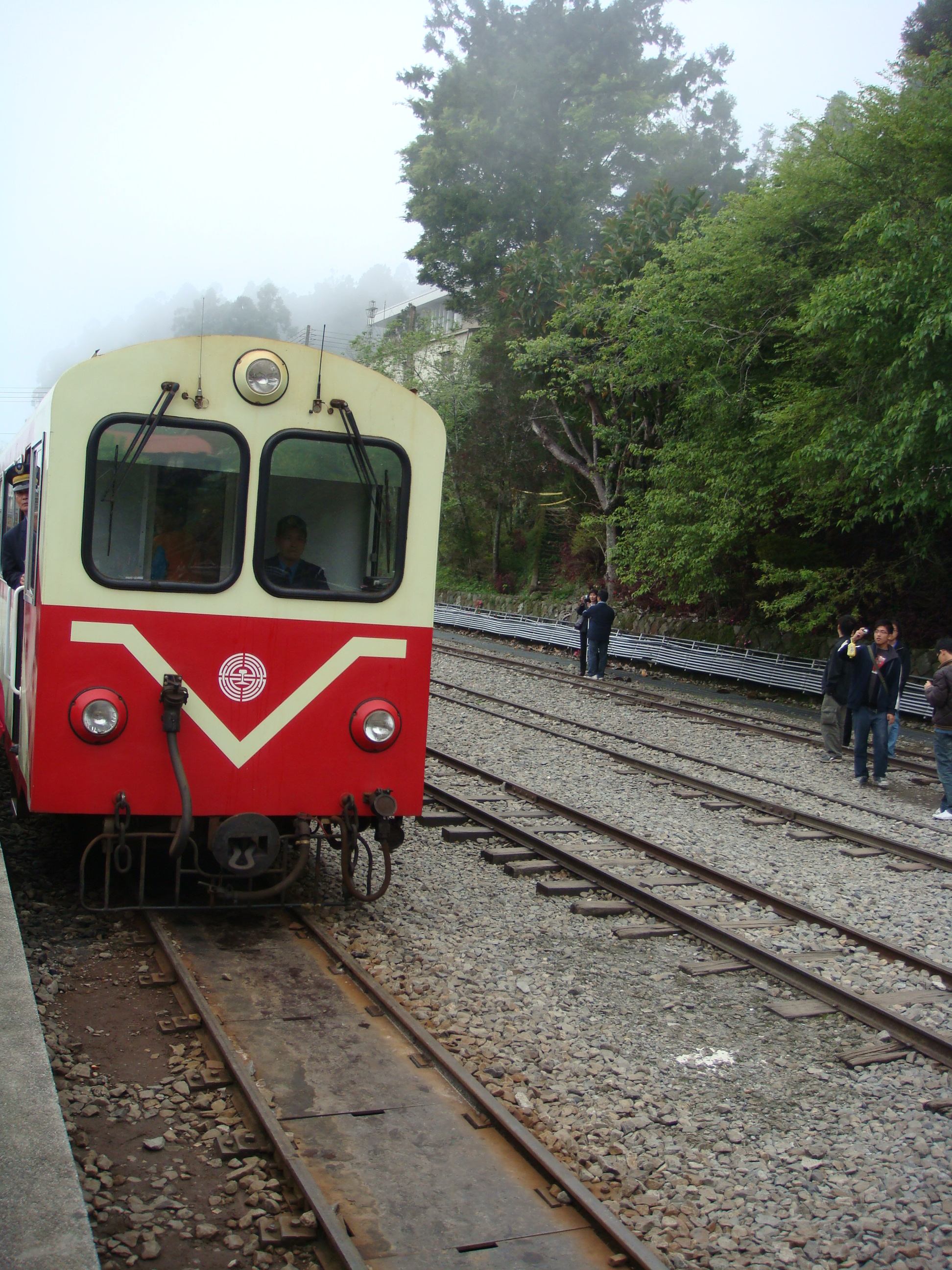
阿里山號聯控駕駛車
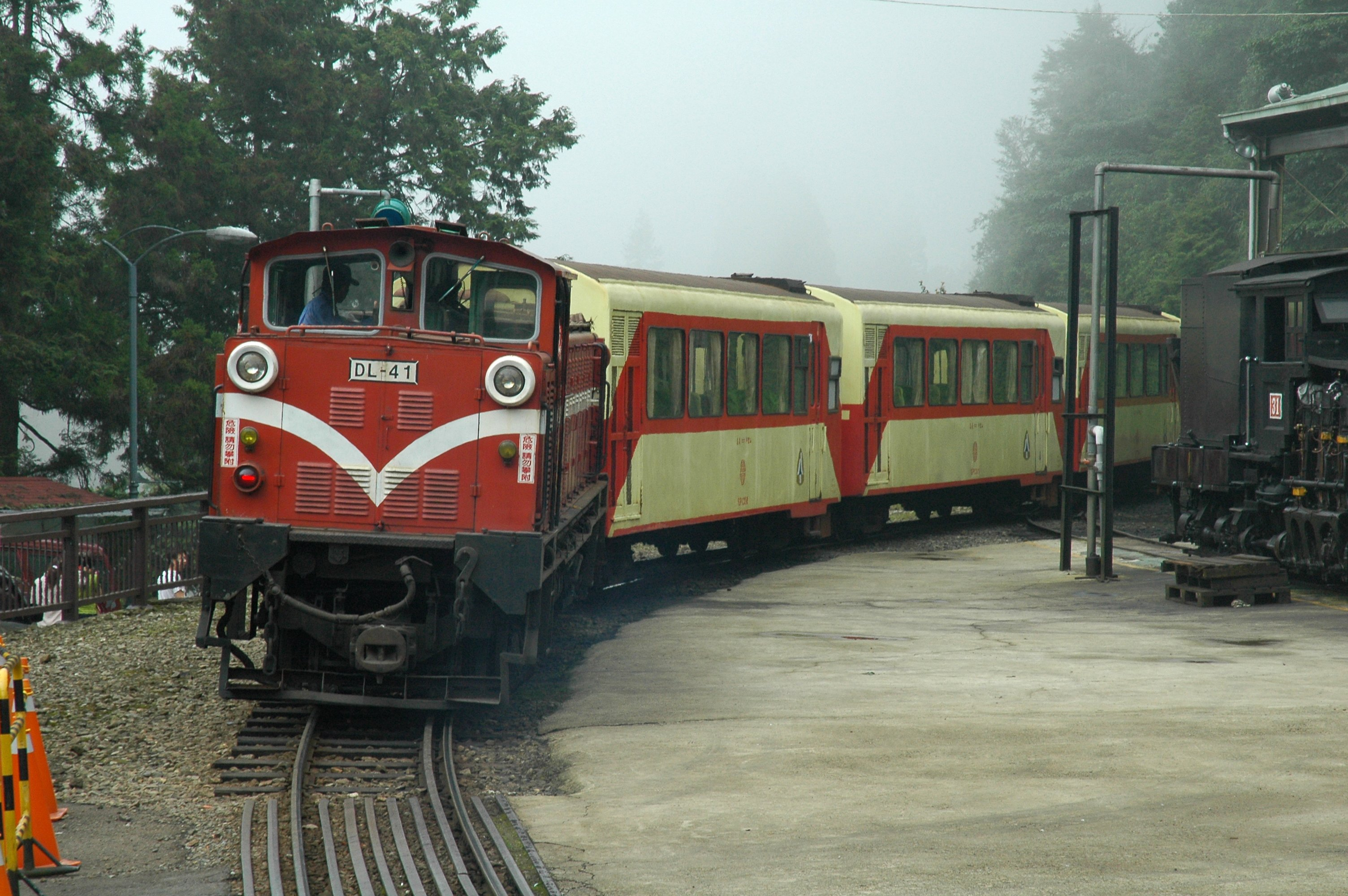
列車進入阿里山車站

## 外部連結
- 《永恆的阿里山號 延續阿里山鐵路的生存命脈》（蘇昭旭老師的全球鐵道視野部落格） （页面存档备份，存于）
- 《阿里山號冷氣平快與聯控列車的故事》（蘇昭旭老師的全球鐵道視野部落格） （页面存档备份，存于）
- 《阿里山冷氣平快車 APC, Advanced Passenger Car》（Blair's 鐵道攝影） （页面存档备份，存于）